# قلعه تانابه

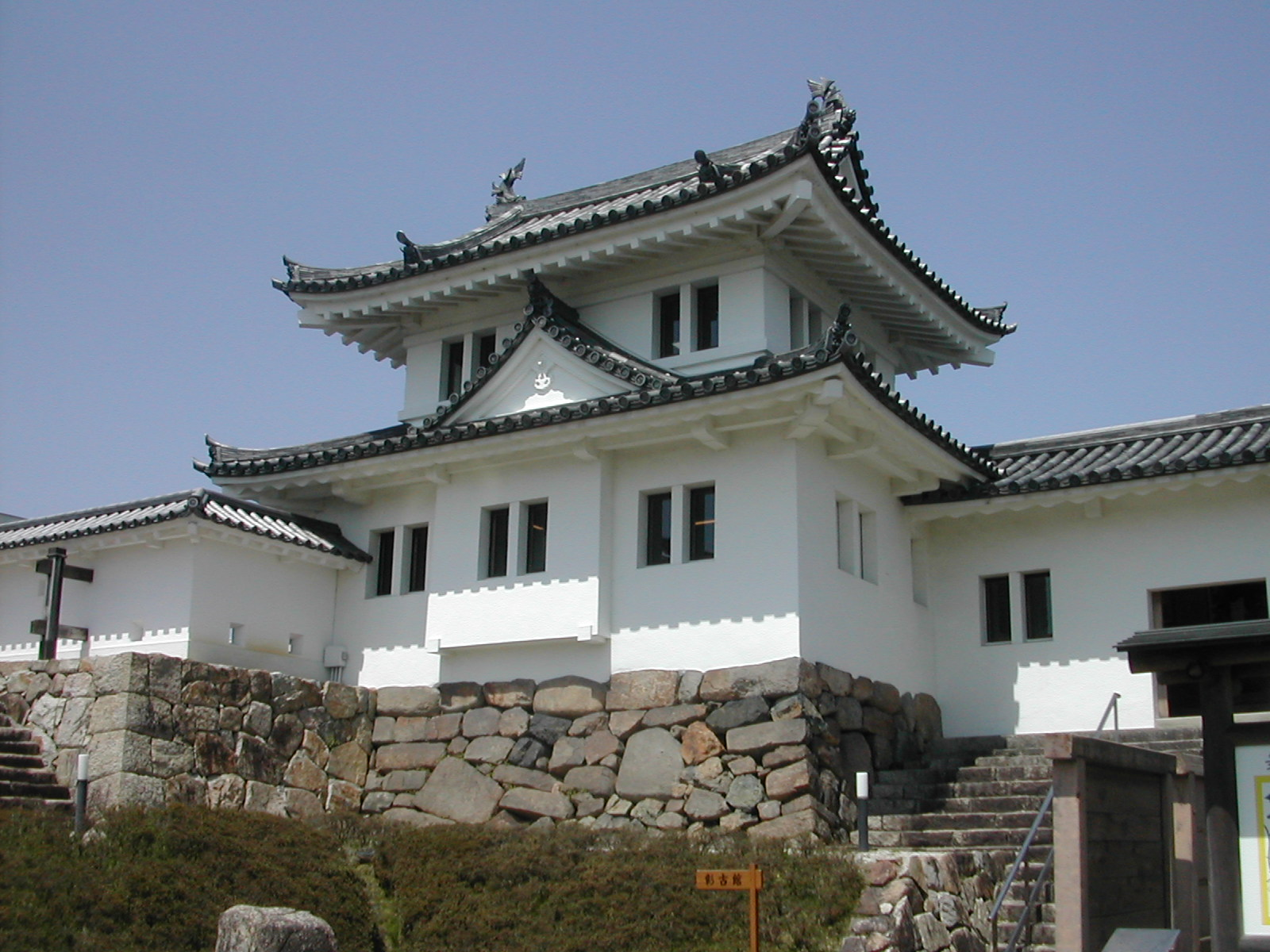
قلعه تانابه

قلعه تانابه (به ژاپنی: 田辺城 たなべじょう) یک قلعه ژاپنی است که در استان کیوتو، شهر مایزورو، کیوتو قرار دارد.